# Lucídio Chaves
Lucídio Chaves (Curitiba, 16 de dezembro de 1903 - Curitiba, 25 de janeiro de 2007) foi um militar brasileiro e herói da Segunda Guerra Mundial, sendo integrante do 1.º Grupo de Aviação de Caça. Era conhecido como o Lhama Peruana.

## Biografia
Filho de Galdino Chaves e Senhorinha Chaves, formou-se em medicina pela Universidade Federal do Paraná (UFPR) no ano de 1938 e ingressou na Força Aérea Brasileira logo após a sua criação. Já piloto, chegou a trabalhar no Correio Aéreo Nacional e em virtude da idade, não pode ser piloto na segunda guerra mundial, porém participou como oficial de comunicações no posto de tenente. Recebeu inúmeros elogios do comandante Nero Moura durante a guerra, em virtude da eficácia e da operacionalidade de 100% dos rádios VHF das aeronaves durante o evento, fato este que lhe rendeu inúmeras condecorações.
Voltando ao Brasil após a guerra, assumiu a chefia de comunicações da Base Aérea de Santa Cruz, função que exerceu até o ano de 1949. Finalizou sua carreira militar no Parque Aeronáutico do Campo de Marte (SP), quando  se aposentou como capitão e posteriormente, trabalhou na empresa Gutierrez, Paula & Munhoz, como engenheiro eletrônico durante 26 anos.

## Condecorações
- Medalha da Campanha da Itália
- Medalha Militar Prata - Por 20 anos de bons serviços
- Medalha de Tiro "Pistola" COLT 45
- Medalha Bronze Star (EUA)
- Presidential Unit Citation